# Teorema di esistenza di Peano
In matematica, in particolare nell'ambito delle equazioni differenziali ordinarie, il teorema di esistenza di Peano (detto anche teorema di Peano, o teorema di Cauchy-Peano, secondo una denominazione che fa riferimento a Giuseppe Peano e Augustin-Louis Cauchy) è un importante enunciato che garantisce l'esistenza di soluzioni per un dato problema ai valori iniziali.

## Il teorema
Sia {\displaystyle D} un sottoinsieme aperto di {\displaystyle \mathbb {R} \times \mathbb {R} }, sia {\displaystyle f\colon D\to \mathbb {R} } una funzione continua e si consideri un'equazione differenziale ordinaria esplicita del prim'ordine definita su {\displaystyle D}:
{\displaystyle y'(x)=f\left(x,y(x)\right)}
Allora ogni problema ai valori iniziali per {\displaystyle f}:
{\displaystyle y\left(x_{0}\right)=y_{0}}
con {\displaystyle (x_{0},y_{0})\in D}, possiede una soluzione locale {\displaystyle z\colon I\to \mathbb {R} }, dove {\displaystyle I} è un intorno di {\displaystyle x_{0}} in {\displaystyle \mathbb {R} }, tale che:
{\displaystyle z'(x)=f\left(x,z(x)\right)}
per tutti gli {\displaystyle x\in I}.
La soluzione può non essere unica, in quanto lo stesso valore iniziale {\displaystyle (x_{0},y_{0})} può dare origine a diverse soluzioni {\displaystyle z}.

## Altri risultati
Un risultato correlato con il teorema di Peano è il teorema di esistenza e unicità per un problema di Cauchy, che assume che {\displaystyle f} sia una funzione lipschitziana rispetto al secondo argomento e giunge a concludere per l'esistenza e l'unicità di una soluzione (mentre l'enunciato di Peano mostra soltanto l'esistenza). Ad esempio, si consideri l'equazione:
{\displaystyle y'=\left\vert y\right\vert ^{\frac {1}{2}}}
nel dominio {\displaystyle \left[0,1\right]}. Per il teorema di Peano questa equazione ha soluzioni, ma non si può applicare il teorema di esistenza e unicità per un problema di Cauchy in quanto il membro di destra non è lipschitziano in un intorno dell'origine: la soluzione non è unica.
Una generalizzazione significativa si ottiene con il teorema di esistenza di Carathéodory, che richiede condizioni più deboli per {\displaystyle f}. Tali condizioni sono però soltanto sufficienti.